# Triatlon op de Olympische Jeugdzomerspelen 2010
Triatlon is een van de Olympische sporten die beoefend worden tijdens de Olympische Jeugdzomerspelen 2010 in Singapore. De wedstrijden zullen worden gespeeld van 15 tot en met 19 augustus in het East Coast Park. Er zijn drie onderdelen: jongens, meisjes en een teamcompetitie.

## Deelnemers
De deelnemers moeten in 1992 of 1993 geboren zijn. Het aantal deelnemers is door het IOC op 32 jongens en 32 meisjes gesteld. Per land mag één jongen en één meisje mee doen.
Bij de continentale kwalificatietoernooien konden de triatleten zich kwalificeren; negen uit Europa, zeven uit Amerika, vier uit Azië, twee uit Afrika en één uit Oceanië. Het gastland mocht één jongen en één meisje inschrijven. De overige acht plaatsen bij de jongens en de meisjes werden door het IOC en de International Triathlon Union aangewezen waarbij er voor werd gezorgd dat uiteindelijk elk land ten minste vier sporters kon laten deelnemen aan de Jeugdspelen.
Bovendien gold dat per land het totaal aantal sporters, bekeken over alle individuele sporten en het basketbal tijdens deze Jeugdspelen, is beperkt tot 70.

## Onderdelen
Individueel
De jongens en meisjes legden hun triatlonwedstrijd af over 25,750 kilometer (zwemmen: 750 m; fietsen: 20 km; lopen: 5 km)
Teamwedstrijd
Bij de teamwedstrijd worden per continent teams samengesteld van twee jongens en twee meisjes. De beste twee jongens en de beste twee meisjes van een continent vormen het eerste team, de nummers drie en vier het tweede team enzovoorts. Triatleten die niet meer in een dergelijk team ingedeeld kunnen worden, komen in een "wereldteam" terecht. Ook hier worden de sterksten bij elkaar ingedeeld.
De teamwedstrijd worden in estafettevorm afgewerkt. Iedereen zwemt 250 meter, fietst 7 kilometer en loopt 1,7 kilometer.

## Kalender
| Augustus | 14 | 15 | 16 | 17 | 18 | 19 | 20 | 21 | 22 | 23 | 24 | 25 | 26 |
| -------- | -- | -- | -- | -- | -- | -- | -- | -- | -- | -- | -- | -- | -- |
| Triatlon |    | 1  | 1  |    |    | 1  |    |    |    |    |    |    |    |

|  | Finale |

## Medailles
Individueel
| Discipline | Goud | Goud          | Zilver | Zilver          | Brons | Brons         |
| ---------- | ---- | ------------- | ------ | --------------- | ----- | ------------- |
| Jongens    | NZL  | Aaron Barclay | USA    | Kevin McDowell  | AUT   | Alois Knabl   |
|            |      |               |        |                 |       |               |
| Meisjes    | JPN  | Yuka Sato     | AUS    | Ellie Salthouse | USA   | Kelly Whitley |

Gemengd team
| Discipline   | Goud                                                                      | Zilver                                                               | Brons                                                               |
| ------------ | ------------------------------------------------------------------------- | -------------------------------------------------------------------- | ------------------------------------------------------------------- |
| Gemengd team | Europa I Eszter Dudas Fanny Beisaron Alois Knabl Miguel Valente Fernandes | Oceanië I Michael Gosman Ellie Salthouse Aaron Barclay Maddie Dillon | Amerika I Lautaro Diaz Adriana Barraza Kevin McDowell Kelly Whitley |

### Medailleklassement
| Plaats | Land                 | NOC    | Goud | Zilver | Brons | Totaal |
| ------ | -------------------- | ------ | ---- | ------ | ----- | ------ |
| 1      | Japan                | JPN    | 1    | 0      | 0     | 1      |
| 1      | Nieuw-Zeeland        | NZL    | 1    | 0      | 0     | 1      |
| 3      | Verenigde Staten     | USA    | 0    | 1      | 1     | 2      |
| 4      | Australië            | AUS    | 0    | 1      | 0     | 1      |
| 5      | Oostenrijk           | AUT    | 0    | 0      | 1     | 1      |
| -      | Gemengde landenteams | MIX    | 1    | 1      | 1     | 3      |
| Totaal | Totaal               | Totaal | 3    | 3      | 3     | 9      |

## Uitslagen

### Individueel
| Jongens (16 augustus) |      |                          |           |
| #                     | Land | Olympiër                 | Tijd      |
| Goud                  | NZL  | Aaron Barclay            | 54.41,49  |
| Zilver                | USA  | Kevin Dowell             | + 13,79   |
| Brons                 | AUT  | Alois Knabl              | + 23,23   |
| 4                     | POR  | Miguel Valente Fernandes | + 30,98   |
| 5                     | NAM  | Abrahm Louw              | + 47,50   |
| 6                     | CZE  | Lukas Kocar              | + 1.15,84 |
| 7                     | FRA  | Jeremy Obozil            | + 1.39,72 |
| 8                     | RSA  | Wlan Sullwald            | + 1.45,19 |
| 9                     | HUN  | Gabor Hanko              | + 2.07,68 |
| 10                    | ARG  | Lautaro Diaz             | + 2.13,42 |
| 11                    | ECU  | Juan Andrade             | + 2.19,92 |
| 12                    | AUS  | Michael Gosman           | + 2.21,34 |
| 13                    | MEX  | Luis Oliveros            | + 2.24,86 |
| 14                    | GER  | Tobias Klesen            | + 2.32,74 |
| 15                    | GBR  | Andrew Hood              | + 2.36,05 |
| 16                    | CHN  | Cheng Ru                 | + 2.45,45 |
| 17                    | BEL  | Thomas Jurgens           | + 2.53,67 |
| 18                    | VEN  | Carlos Perez             | + 2.54,03 |
| 19                    | UKR  | Andriy Sirenko           | + 3.04,18 |
| 20                    | ESP  | Diego Paz                | + 3.10,20 |
| 21                    | ITA  | Livio Molinari           | + 3.19,85 |
| 22                    | BRA  | Iuri Vinuto              | + 3.26,47 |
| 23                    | COL  | Andres Diaz              | + 3.47,18 |
| 24                    | KOR  | Lee Hi-hong              | + 3.47,32 |
| 25                    | HKG  | Leong Tim Law            | + 4.13,63 |
| 26                    | JPN  | Yuki Kubono              | + 4.44,55 |
| 27                    | KAZ  | Kirill Uvarov            | + 4.51,43 |
| 28                    | CRC  | Gabriel Zumbado          | + 5.37,68 |
| 29                    | SIN  | Scott Yiqiang Ang        | + 7.33,62 |
| 30                    | ZIM  | Boyd Littleford          | + 9.11,76 |
| 31                    | BER  | Ryan Gunn                | + 9.47,85 |
|                       | CAN  | Brook Powell             | dnf       |

| Meisjes (15 augustus) |      |                          |            |
| #                     | Land | Olympiër                 | Tijd       |
| Goud                  | JPN  | Yuka Sato                | 1:00.49,69 |
| Zilver                | AUS  | Ellie Salthouse          | + 14,70    |
| Brons                 | USA  | Kelly Whitley            | + 23,80    |
| 4                     | MEX  | Adriana Barraza          | + 58,88    |
| 5                     | HUN  | Eszter Dudas             | + 1.05,37  |
| 6                     | ISR  | Fanny Beisaron           | + 1.17,60  |
| 7                     | GER  | Marlene Gomez            | + 1.38,10  |
| 8                     | NZL  | Maddie Dillon            | + 1.44,81  |
| 9                     | IRL  | Laura Casey              | + 1.51,18  |
| 10                    | SLO  | Monika Orazem            | + 2.20,14  |
| 11                    | ESP  | Anna Godoy               | + 2.40,21  |
| 12                    | CHI  | Andrea Longueira         | + 2.53,19  |
| 13                    | GBR  | Elinor Thorogood         | + 3.04,39  |
| 14                    | CAN  | Christine Ridenour       | + 3.17,87  |
| 15                    | SWE  | Annie Thoren             | + 3.45,47  |
| 16                    | BEL  | Charlotte Deldaele       | + 4.34,97  |
| 17                    | HKG  | Wai Sum Vincci Hui       | + 4.56,44  |
| 18                    | POR  | Raquel Mafra Rocha       | + 5.19,53  |
| 19                    | ITA  | Alessia Orla             | + 5.24,00  |
| 20                    | ECU  | Jessica Piedra           | + 5.50,17  |
| 21                    | KAZ  | Karolina Solovyova       | + 6.10,09  |
| 22                    | CUB  | Leslie Amat Alvarez      | + 6.25,59  |
| 23                    | AUT  | Sara Vilic               | + 6.47,15  |
| 24                    | VEN  | Andrea Arenas            | + 7.59,84  |
| 25                    | COL  | Viviana Gonzalez         | +8.00,53   |
| 26                    | CHN  | Ma Mingxiu               | + 8.06,27  |
| 27                    | ZIM  | Andrea Brown             | + 9.09,61  |
| 28                    | MGL  | Enkhjargal Tuvshinjargal | + 13.33,09 |
| 29                    | THA  | Mattika Maneekaew        | + 13.53,37 |
| 30                    | SIN  | Wan Qi Clara Wong        | + 20.41,16 |
|                       | PUR  | C.L. Betancourt de Leon  | dnf        |
|                       | KOR  | Kim Heesun               | dnf        |

### Gemengd team
| Gemengd team (19 augustus) |                                                                           |                                    |
| #                          | Team                                                                      | Tijd                               |
| Goud                       | Europa-I Eszter Dudas Miguel Valente Fernandes Fanny Beisaron Alois Knabl | 1:19.51,42 20.46 18.58 21.11 18.56 |
| Zilver                     | Oceanië-I Ellie Salthouse Michael Gosman Maddie Dillon Aaron Barclay      | 1:19.55,23 20.36 19.07 21.11 19.01 |
| Brons                      | Amerika-I Kelley White Kevin Dowell Adriana Barraza Lautaro Diaz          | 1:19.58,88 20.22 18.29 21.44 19.23 |
| 4                          | Europa-II Marlene Gomez Jeremy Obozil Laura Casey Lukas Kocar             | 1:22.11,38 20.53 19.47 21.54 19.37 |
| 5                          | Amerika-II Christine Ridenour Luis Oliveros Andrea Longueira Juan Andrade | 1:22.30,15 20.21 18.47 23.07 20.15 |

| Gemengd team |                                                                         |                                    |
| #            | Team                                                                    | Tijd                               |
| 6            | Europa-III Monika Orazem Gabor Hanko Anna Godoy Tobias Klesen           | 1:22.49,66 21.05 19.29 22.14 20.01 |
| 7            | Europa-IV Annie Thoren Thomas Jurgens Elinor Thorogood Andrew Hood      | 1:22.54,12 21.11 19.08 22.04 20.31 |
| 8            | Azië-I Yuka Sato Lee Ji-hong Wai Sum Vincci Hui Cheng Ru                | 1:23.20,88 20.16 20.06 22.10 20.39 |
| 9            | Wereldteam-I Sara Vilic Abrahm Louw Andrea Brown Wian Sulliwald         | 1:23.37,79 21.23 19.07 23.11 19.56 |
| 10           | Europa-V Charlotte Deldaele Andriy Sirenko Raquel Mafra Rocha Diego Paz | 1:23.49,96 20.48 19.26 23.05 20.30 |

| Gemengd team |                                                                                        |                                    |
| #            | Team                                                                                   | Tijd                               |
| 11           | Amerika-III Jessica Piedra Carlos Perez Leslie Amat Alvarez Iuri Vinuto                | 1:26.34,25 22.30 19.53 23.32 20.39 |
| 12           | Wereldteam-II Wan Qi Clara Wong Livio Molinari C.L. Betancourt de Leon Boyd Littleford | 1:27.34,96 22.55 19.36 23.40 21.23 |
| 13           | Azië-II Ma Mingxiu Wai Sum Vincci Hui Karolina Solovyova Yuki Kubono                   | 1:27.40,62 22.55 20.43 23.54 20.08 |
| 14           | Amerika-IV Andrea Arenas Gabriel Zumbado Viviana Gonzalez Andres Diaz                  | 1:27.52,84 23.17 20.44 23.30 20.21 |
| 15           | Azië-III Enkhjargal Tuvshinjargal Kirill Urarov Mattika Maneekaew Scott Yiqiang Ang    | 1:34.28,69 25.14 21.02 25.50 22.22 |